# Comuna de Zblewo
Zblewo (polaco: Gmina Zblewo) é uma gminy (comuna) na Polónia, na voivodia de Pomerânia e no condado de Starogardzki. A sede do condado é a cidade de Zblewo.
De acordo com os censos de 2004, a comuna tem 10 872 habitantes, com uma densidade 78,8 hab/km².

## Área
Estende-se por uma área de 137,96 km², incluindo:
- área agricola: 60%
- área florestal: 28%

## Demografia
Dados de 30 de Junho 2004:
|                      | Total   | Total | Mulheres | Mulheres | Homens  | Homens |
| -------------------- | ------- | ----- | -------- | -------- | ------- | ------ |
|                      | pessoas | %     | pessoas  | %        | pessoas | %      |
| População            | 10 738  | 100   | 5445     | 50,7     | 5293    | 49,3   |
| Densidade (pop./km²) | 77,8    | 100   | 39,5     | 39,5     | 38,4    | 38,4   |

De acordo com dados de 2005, o rendimento médio per capita ascendia a 1881,30 zł.

## Comunas vizinhas
- Kaliska, Lubichowo, Skarszewy, Stara Kiszewa, Starogard Gdański